# 細氷

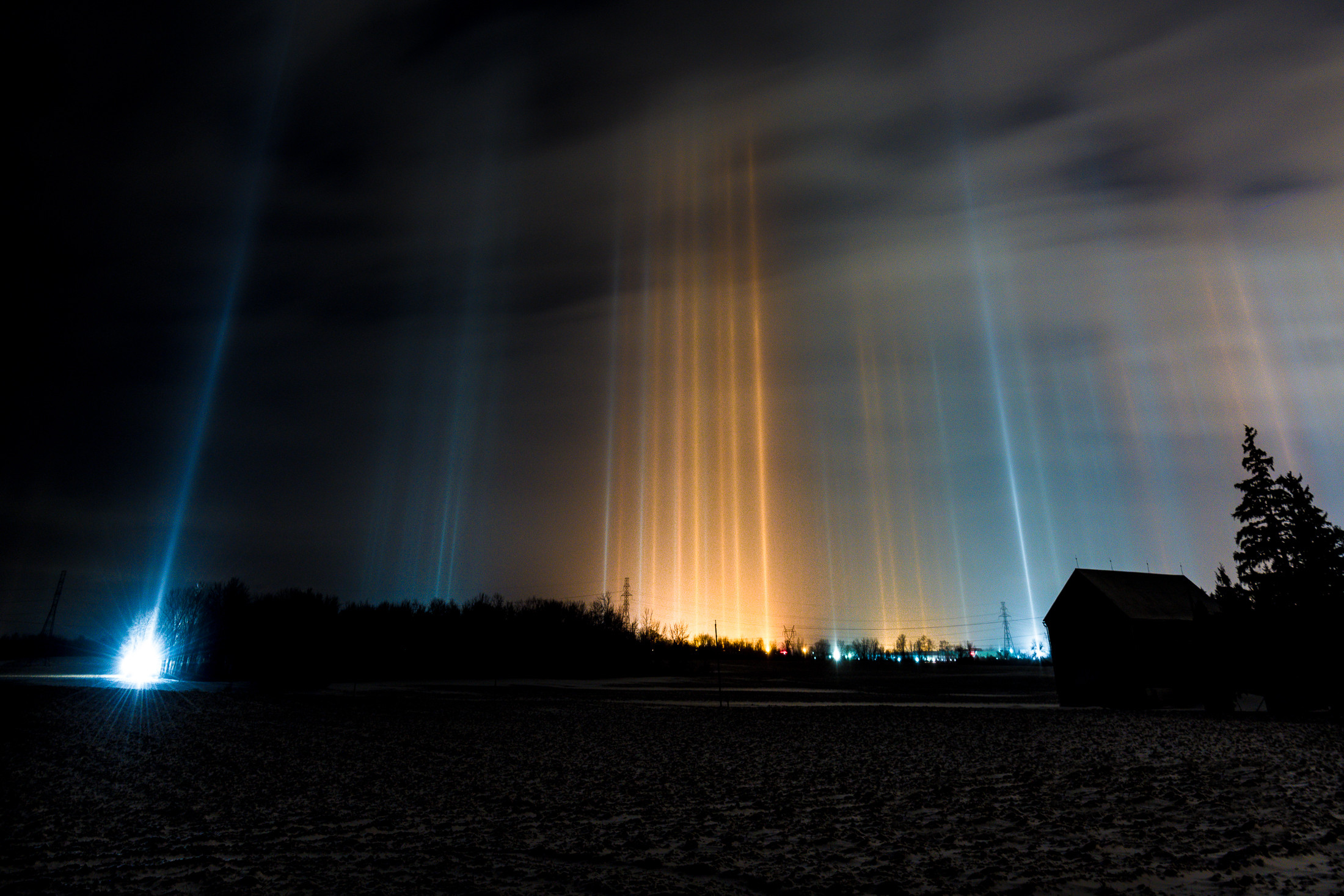
カナダ オンタリオ州・ロンドンで撮影された光柱を伴った細氷

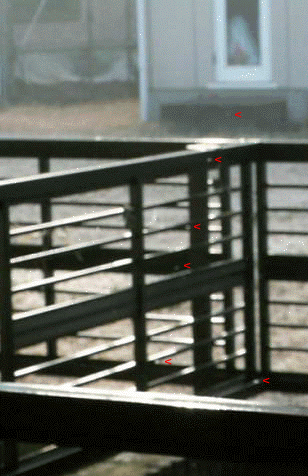
2005年2月9日茨城県つくば市で撮影された細氷

細氷（さいひょう）とは、大気中の水蒸気が昇華（凝華）してできた、ごく小さな氷晶（氷の結晶）が降ること。ダイヤモンドダストとして有名である。
よく晴れた朝など、気温が氷点下10℃以下の状態のときに発生する。視程は1km以上である。日光で輝いて見えることから、ダイヤモンドダストと呼ばれる。人工的に作ることもできる。
氷晶で光が反射、屈折することで、太陽や月の周囲、ダイヤモンドダストが発生している大気中に暈、幻日、太陽柱などの大気光学現象が現れることがある。

## 観察例
日本では厳冬期の北海道の内陸部(旭川市など)での観察が典型的。ただしダイヤモンドダストは一般的に極めて低温でないと発生しないとされているが、2005年2月9日のつくば市の朝のような-2℃という温度でも短時間ではあるが局所的に発生が観察されている。この際の湿数はほぼ0℃であった。逆に-30℃の12月のロッキー山中の朝でも林の中のみで観察されており風の弱い局所的条件が重要である。3月の蔵王山の霧氷林の中（-10℃程度）の観察では樹高まで多量に認められている。1月のモスクワ近郊の囲まれた中庭（-10℃程度）では温度、風が安定しているため1時間以上に渡って観察された。2009年1月24日午前に熊本県で観測された（当日の阿蘇山上の最低気温は、-11.4℃であった）。

## 氷霧との違い
よく似た現象に氷霧（こおりぎり）がある。氷霧は小さな氷晶が大気中を浮遊する現象で、氷晶が降る細氷とは厳密には異なる。氷晶の大きさも、氷霧より細氷のほうが大きいのが特徴である。天気の種類としては氷霧は霧に含まれるが、細氷は降水現象なので雪に含まれる。よって、空が晴れている場合でも、細氷すなわちダイヤモンドダストが観測されれば、そのときの天気は晴れではなく、雪として記録される。